# Civita Castellana
Civita Castellana es una comuna italiana situada en la provincia de Viterbo, en la región del Lacio, en el centro de la península italiana. La ciudad se encuentra a 65 kilómetros de distancia de la ciudad de Roma, a 40 de Viterbo y a 10 kilómetros al noroeste del monte Soratte. Desde junio de 2004 su alcalde es Massimo Giampieri, que cumple su segundo mandato.

## Historia
El primer asentamiento se produjo en la Edad del Hierro, cuando los faliscos se asentaron en la zona y fundaron Falerii. Después de que Roma derrotara a los faliscos, se construyó una nueva ciudad a 5 kilómetros de distancia de la original, hoy conocida como Falerii Novi.
La antigua ciudad abandonada fue repoblada durante la Edad Media, recibiendo el nombre de Civita Castellana por constituir una fortaleza-castillo. La primera mención de este nombre data de 994. La ciudad se convirtió en una comuna independiente en los siglos posteriores, a menudo disputada con el Papado y el Sacro Imperio Romano Germánico. A principios del siglo XII la ciudad fue tomada por el papa Pascual II y Gregorio XIV dio la ciudad como feudo a los Savelli.
Sixto IV asignó la ciudad al cardenal Rodrigo Borgia, el futuro papa Alejandro VI, quien empezó la construcción de la fortaleza conocida como la Rocca (Roca) y que fue completada en tiempos de Julio II.
Civita Castellana se convirtió en un importante nudo de comunicaciones con la conexión de la Vía Flaminia en 1606 y la construcción del puente Clementino tras la victoria francesa contra el ejército napolitano en 1709.

## Monumentos y patrimonio
La Catedral de Santa Maria di Pozzano, conocida como el Duomo, es una de las edificaciones más importantes de la ciudad. Posee un magnífico pórtico construido en 1210 por Laurentius Romanus, su hijo Jacobus y su nieto Cosmas. Este pórtico es de estilo cosmatesco, con antiguas columnas y decoraciones de mosaicos. El portal derecho cuenta con un raro ejemplo de arte figurativo alemán de la Alta Edad Media en el que se caza un verraco. El interior fue modernizado en el siglo XVIII, aunque cuenta con algunas muestras de ornamentación cosmatesca. El altar mayor está hecho a partir de un sarcófago paleocristiano del siglo III o IV. También son interesantes la antigua cripta y la vieja sacristía.
La iglesia de Santa Chiara tiene un portal renacentista que data de 1529. La iglesia de Santa Maria del Carmine tiene un pequeño campanario del siglo XII que incluye elementos romanos.
La Rocca o ciudadela fue erigida por orden de Alejandro VI a partir de los diseños de Antonio da Sangallo el Viejo, sobre fortificaciones preexistentes, y fue ampliada por Julio II y León X.
El Ponte Clementino data del siglo XVIII. En el municipio también se encuentran las ruinas del Castillo de Paterno, donde el 23 de enero de 1002 murió el emperador Otón III del Sacro Imperio Romano Germánico a la edad de 22 años.

## Demografía

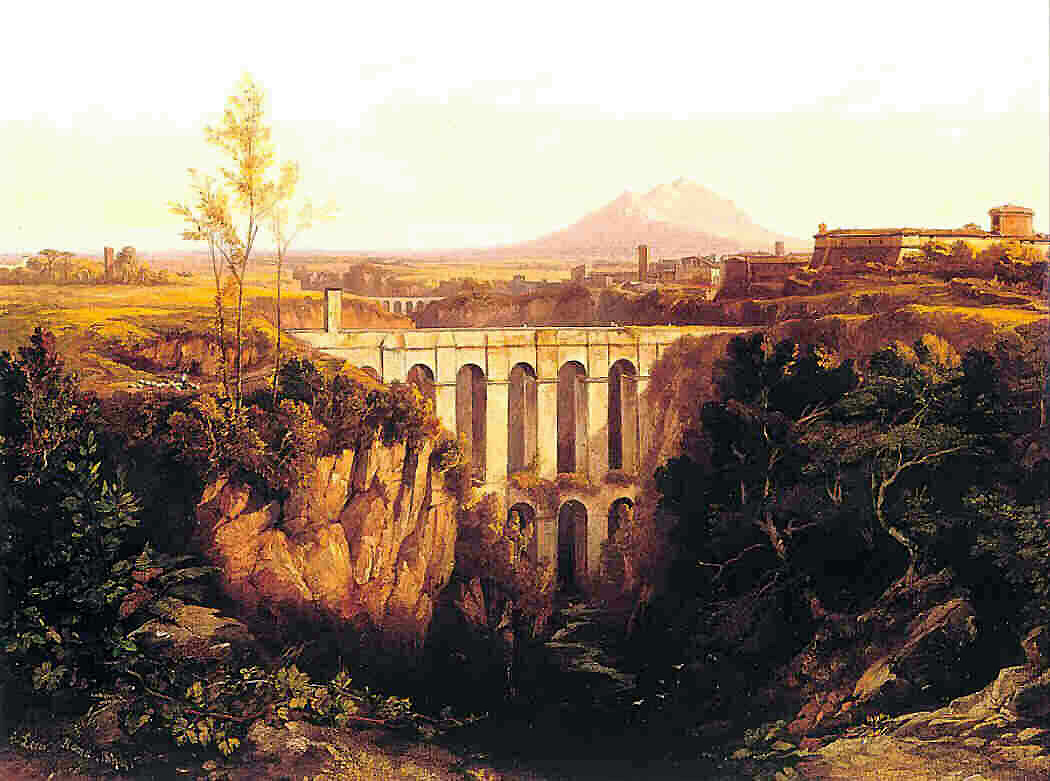
Civita Castellana pintura de Edward Lear (1844)

| Gráfica de evolución demográfica de Civita Castellana entre 1861 y 2001 |
|                                                                         |
| Fuente ISTAT - elaboración gráfica de Wikipedia                         |